# Glaucis
Glaucis és un gènere d'ocells de la subfamília dels fetornitins (Phaethorthinae) dins la família dels troquílids (Trochilidae). Aquests colibrís habiten en Amèrica Central, les Antilles menors i el nord d'Amèrica del Sud.

## Llista d'espècies
Se n'han descrit tres espècies dins aquest gènere:
- colibrí ermità bronzat (Glaucis aeneus).
- colibrí ermità de Dohrn (Glaucis dohrnii).
- colibrí ermità hirsut (Glaucis hirsutus).